# Saint Sauveur River
Der Saint Sauveur River ist ein kurzer Fluss an der Ostküste von Dominica im Parish Saint David, der gleichwohl ein eigenes kleines Flusssystem im Krater von Saint Sauveur bildet.

## Geographie
Der Saint Sauveur River entsteht aus dem Zusammenfluss von Ravine Fille und River Bois Marigot beim Saint Sauveur Estate, fließt nach Osten und durchquert Saint Sauveur, wo er sehr bald in der Grand Marigot Bay in den Atlantik mündet.
Der Fluss ist nur mehrere hundert Meter lang, bildet aber sein eigenes kleines Flusssystem im Krater von Saint Sauveur mit den Zuflüssen, die von den Kraterrändern kommen. Der Krater erstreckt sich oval von Osten nach Südwesten mit den höchsten Punkten mit 369 m bei Good Hope im Nordosten und am südwestlichen Ende bei Trou Cochon (Aux Delices) und dem Morne Aux Delices (425 m, ⊙), in Petite Soufrièré und der Verlängerung des Kraterrands durch die Landzunge von Saint Sauveur (Bagatelle). In diesem Talkessel verlaufen noch weitere Bäche (Good Hope Ravine, Kola Sarri River, Ravine Bambou (Saint Sauveur), Ravine Bagatelle) die allerdings direkt in den Atlantik münden. Hinter dem Kamm des Kraters erstrecken sich die Einzugsgebiete der Flüsse Castle Bruce River und Rosalie River.
Der Krater von Petite Soufrièré, der sich südöstlich unmittelbar anschließt, hat ebenfalls sein eigenes Einzugsgebiet mit den beiden Bächen Ravine Mahaut und Ravine Louis.